# Ephedromyia kugitangica
Ephedromyia kugitangica är en tvåvingeart som beskrevs av Fedotova 1993. Ephedromyia kugitangica ingår i släktet Ephedromyia och familjen gallmyggor.
Artens utbredningsområde är Turkmenistan. Inga underarter finns listade i Catalogue of Life.